# Przestrzeń ekstremalnie niespójna
Przestrzeń ekstremalnie niespójna – przestrzeń topologiczna o tej własności, że domknięcia jej zbiorów otwartych są nadal zbiorami otwartymi. Najprostszym przykładem przestrzeni ekstremalnie niespójnej jest przestrzeń dyskretna. W klasie przestrzeni metrycznych przestrzenie ekstremalnie niespójne to te i tylko te, które są dyskretne. Uzwarcenie Čecha-Stone’a {\displaystyle \beta \mathbb {N} } przestrzeni dyskretnej liczb naturalnych jest ekstremalnie niespójne, ale narost {\displaystyle \beta \mathbb {N} \setminus \mathbb {N} } nie jest.

## Podstawowe własności
- Przestrzeń topologiczna jest ekstremalnie niespójna wtedy i tylko wtedy, gdy domknięcia wszystkich par rozłącznych zbiorów otwartych są rozłączne.
- Przestrzeń Tichonowa jest ekstremalnie niespójna wtedy i tylko wtedy, gdy jej uzwarcenie Čecha-Stone’a jest ekstremalnie niespójne.
- Suma prosta rodziny przestrzeni topologicznych jest ekstremalnie niespójna wtedy i tylko wtedy, gdy każdy jej składnik jest ekstremalnie niespójny.

## Przestrzenie Stone'owskie
Przestrzenie zwarte Hausdorffa, które ekstremalnie niespójne nazywane są czasami przestrzeniami Stone'owskimi (od nazwiska M.H. Stone’a). Dla każdej miary μ spektrum przemiennej C*-algebry L∞(μ) jest przestrzenią Stone'owską. Przestrzeń Stone’a St(B) algebry Boole’a B jest przestrzenią Stone'owską wtedy i tylko wtedy, gdy B jest zupełna.